# SVT1
SVT1はスウェーデン・テレビの主要チャンネル。1956年開局。

## 概要
SVT1は1956年にスウェーデン・ラジオのテレビ部門として開局。1969年にSVT2（当時はTV2）が開局以降はTV1と呼ばれていた。

## 主な番組
- メロディーフェスティバーレン
- På spåret（ゲーム番組）
- Så ska det låta（ゲーム番組）
- THE BRIDGE/ブリッジ
- Rapport（ニュース番組）